# AFL - Division Ladies 2023
La AFL - Division Ladies 2023 è la 24ª edizione del campionato di football americano femminile di primo livello, organizzato dalla AFBÖ.

## Squadre partecipanti
| Club                                         | Città        | Stadio | Sponsor ufficiale | Risultato nella stagione 2022 |
| -------------------------------------------- | ------------ | ------ | ----------------- | ----------------------------- |
| Salzburg Ducks Ladies                        | Salisburgo   |        |                   |                               |
| Sankt Gallen Bears                           | San Gallo    |        |                   |                               |
| Telfs Patriots Ladies/ Schwaz Hammers Ladies | Telfs/Schwaz |        |                   |                               |
| Vienna Vikings Ladies                        | Vienna       |        | Dacia             |                               |

## Stagione regolare

### Calendario

#### 1ª giornata
| Salisburgo 26 agosto 2023, ore 14:00 CEST | Salzburg Ducks Ladies | 20 – 33 (13-14 7-13 0-0 0-6) referto | Telfs Patriots Ladies /Schwaz Hammers Ladies | Ducks Pond |

| Vienna 26 agosto 2023, ore 14:30 CEST | Vienna Vikings Ladies | 73 – 2 (38-2 22-0 13-0 0-0) referto | Sankt Gallen Bears | Footballzentrum Ravelinstraße |

#### 2ª giornata
| Telfs 3 settembre 2023, ore 13:00 CEST | Telfs Patriots Ladies/ Schwaz Hammers Ladies | 6 – 46 (0-16 6-18 0-6 0-6) referto | Vienna Vikings Ladies | Sportzentrum Telfs (300 spett.) |

| San Gallo 3 settembre 2022, ore 14:00 CEST | Sankt Gallen Bears | 20 – 26 (0-6 0-7 6-0 14-13) referto | Salzburg Ducks Ladies | Stadion Gründenmoos (250 spett.) |

#### 3ª giornata
| Telfs 15 ottobre 2023, ore 13:00 CEST | Telfs Patriots Ladies/ Schwaz Hammers Ladies | 39 – 0 (13-0 7-0 12-0 7-0) referto | Sankt Gallen Bears | Sportzentrum Telfs |

| Vienna 15 ottobre 2023, ore 15:00 CEST | Vienna Vikings Ladies | 60 – 13 (42-0 6-0 12-7 0-6) referto | Salzburg Ducks Ladies | Footballzentrum Ravelinstraße |

#### 4ª giornata
| San Gallo 21 ottobre 2022, ore 18:00 CEST | Sankt Gallen Bears | 0 – 38 (0-2 0-12 0-24 0-0) | Vienna Vikings Ladies | Stadion Gründenmoos (100 spett.) |

| Telfs 22 ottobre 2023, ore 13:00 CEST | Telfs Patriots Ladies/ Schwaz Hammers Ladies | 63 – 34 (0-6 35-15 14-7 14-6) referto | Salzburg Ducks Ladies | Sportzentrum Telfs |

#### 5ª giornata
| Vienna 28 ottobre 2023, ore 10:00 CEST | Vienna Vikings Ladies | 36 – 13 (6-7 14-0 16-6 0-0) referto | Telfs Patriots Ladies/ Schwaz Hammers Ladies | Footballzentrum Ravelinstraße |

| Salisburgo 28 ottobre 2023, ore 14:00 CEST | Salzburg Ducks Ladies | 16 – 20 (8-0 8-0 0-7 0-13) referto | Sankt Gallen Bears | Ducks Pond |

#### 6ª giornata
| Salisburgo 4 novembre 2023, ore 15:30 CEST | Salzburg Ducks Ladies | 6 – 45 referto | Vienna Vikings Ladies | Ducks Pond |

| San Gallo 5 novembre 2022, ore 14:00 CEST | Sankt Gallen Bears | 12 – 7 referto | Telfs Patriots Ladies/ Schwaz Hammers Ladies | Stadion Gründenmoos |

### Classifica
La classifica della regular season è la seguente:
- PCT = percentuale di vittorie, G = partite giocate, V = partite vinte,  P = partite perse, PF = punti fatti, PS = punti subiti

| Pos. | Squadra                                      | PCT   | G | V | N | P | PF  | PS  |
| ---- | -------------------------------------------- | ----- | - | - | - | - | --- | --- |
| 1    | Vienna Vikings Ladies                        | 1.000 | 6 | 6 | 0 | 0 | 298 | 40  |
| 2    | Telfs Patriots Ladies/ Schwaz Hammers Ladies | .500  | 6 | 3 | 0 | 3 | 161 | 148 |
| 3    | Sankt Gallen Bears                           | .333  | 6 | 2 | 0 | 4 | 54  | 199 |
| 4    | Salzburg Ducks Ladies                        | .167  | 6 | 1 | 0 | 5 | 115 | 241 |

## XXIV Ladies Bowl
| Vienna 19 novembre 2023, ore 14:00 | Vienna Vikings Ladies | 58 – 0 (26-0 20-0 6-0 6-0) referto | Telfs Patriots Ladies/ Schwaz Hammers Ladies | Footballzentrum Ravelinstraße |

## Verdetti
- Vienna Vikings Ladies Campionesse dell'Austria 2023